# Ignacy Karpowicz

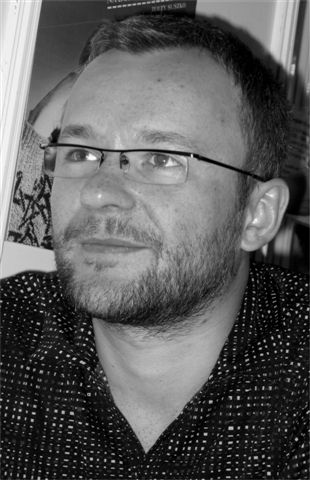
Ignacy Karpowicz (2007)

Ignacy Karpowicz (* 26. Juli 1976 in Białystok) ist ein polnischer Prosaschriftsteller und Literaturkritiker. Er wird zu den besten Schriftstellern seiner Generation gezählt.

## Leben
Karpowicz verbrachte seine Kindheit in dem Dorf Słuczanka und siedelte dann mit seiner Familie nach Białystok. Dort besuchte er das Gymnasium. Nach dem Abitur zog er nach Warschau um und studierte dort von 1995 bis 1998 an der Universität Warschau. Daneben arbeitete er als Gymnasiallehrer. Er verbrachte 2000 eine längere Zeit in Äthiopien und reiste von 2002 bis 2006 nach Mittelamerika und Ostafrika. Er debütierte 2002 mit einem Fragment der Erzählung Geometrie. Komentarz tłumacza Roberta Cionglera, das in der Zeitschrift FA-art publiziert wurde. Er erhielt 2007 ein Stipendium und zog 2008 für zwei Jahre nach Krakau.
Er wohnt in Słuczanka.

## Publikationen
- Niehalo. 2006
- Cud. 2007
- Nowy kwiat cesarza (i pszczoły). 2007
- Gesty. 2008
- Balladyny i romanse. 2010
- Ości. 2013
- Sońka. 2014
  - Sońka. Übersetzung Katharina Kowarczyk. Berlin Verlag, Berlin 2017, ISBN 978-3-8270-1343-9.
- Miłość. 2017

## Nominierungen und Auszeichnungen
- 2009: Finalist des Nike-Literaturpreises mit Gesty
- 2010: Paszport Polityki in der Kategorie Literatur
- 2011: Finalist des Nike-Literaturpreises mit Balladyny i romanse
- 2014: Publikumspreis des Nike-Literaturpreises für Ości
- 2015: Finalist des Nike-Literaturpreises mit Sońka